# Mariana Allsopp González-Manrique
Mariana de la Santísima Trinidad o según su nombre de pila Mariana Allsopp González-Manrique (Tepic, 24 de noviembre de 1854 - Madrid, 15 de marzo de 1933) fue una religiosa católica mexicana cofundadora, con el sacerdote Francisco de Asís Méndez Casariego, de la congregación llamada Hermanas de la Santísima Trinidad.

## Biografía

### Infancia y familia
Mariana Allsopp nació en Tepic México, de padre inglés y de madre española, en el seno de una familia acomodada. Su padre ejercía la carrera diplomática. Quedó huérfana de madre en 1862, con apenas 8 años de edad. Junto a sus cuatro hermanos quedó bajo el cuidado de una nana, hasta que en 1864 su padre decide enviarlos a España y dejarlos bajo el cuidado de su la familia materna de Mariana.
Mariana, de pequeña, fue educada en el Colegio de Santa Isabel la Real, donde conoció un ambiente cortesano. Aun así Mariana, ya desde muy pequeña, siente el llamado a hacer obras de caridad por los más necesitados y era aficionada a leer libros de piedad. Lo que dejó en ella el deseo de una consagración más profunda a Dios.

### Encuentro con el venerable Francisco Méndez
En 1882 conoce al venerable Francisco de Asís Méndez Casariego, canónigo de Madrid, que tenía entre sus objetivos la fundación de una comunidad religiosa femenina para acoger a las "jóvenes descarriadas". Mariana sintió que esta era precisamente la vocación a la que se sentía llamada. Entre los dos idearon un proyecto que se concretó el 2 de febrero de 1885, en la iglesia de la Encarnación, con la fundación del Instituto de las Hermanas de la Santísima Trinidad, cuyos estatutos fueron aprobados por el obispo de Madrid en 1888.
La misión primordial del nuevo instituto religioso, y a la cual Mariana se entregó por completo, fue la defensa de las mujeres objeto de las redes de prostitución, ayudándolas a escapar y acogiéndolas en sus propias casas, en las cuales mantenían siempre las puertas abiertas, de tal modo que la que quisiera buscar refugio en ellas no encontraran obstáculo alguno. Acción loada y citada por el papa Francisco en su mensaje al Ministro general de los Trinitarios del 17 de diciembre de 2013: Ése es el interés de Cristo, y por ello las casas de vuestra Familia tienen la «puerta siempre abierta» para la acogida fraterna (Directorio primitivo de las Hermanas Trinitarias 2, cf. Evangelii gaudium, 46).

### Consolidación y expansión del Instituto
La primera casa de la fundación fue la de la calle Obelisco, a las afueras de Madrid, donde instalaron un taller de plancha, costura y bordado, para tener ocupadas a las jóvenes acogidas. Pronto, por la gran cantidad de interesadas, la casa se les quedó pequeña. A pesar de las dificultades que tuvieron las hermanas por las rencillas con los vecinos que no estaban de acuerdo con su estilo de vida, Mariana y sus primeras compañeras toman el hábito el 18 de marzo de 1888. A partir de esa ocasión será conocida como sor Mariana de la Santísima Trinidad.
El 26 de marzo de 1907, con setenta y tres Hermanas Trinitarias, Mariana hace su profesión perpetua y comienza una explosión de nuevas fundaciones que llevarán a las hermanas a atravesar el océano llegando a Argentina y a México, tierra natal de la cofundadora. Durante el recrudecimiento antirreligioso que se dio primero en México y luego España, la religiosa confortó a sus hijas espirituales, mediante correspondencia, animándolas a no dejar por nada la labor a la cual se habían consagrado.

### Fallecimiento
El 15 de marzo de 1933, luego de un arduo trabajo de fundaciones de nuevas casas y animación a sus hermanas, murió madre Mariana. Sus restos descansan junto a los del venerable Francisco de Asís Méndez, en la capilla de la casa madre de la congregación.

## Proceso de beatificación
El proceso diocesano de beatificación se abrió en 1998, clausurándose en el año 2000. Ahora está en manos de la Santa Sede. El 21 de mayo de 2022, el papa Francisco aprobó la declaración de venerable.